# Vamo Batê Lata
Vamo Batê Lata es el segundo álbum en vivo del grupo de rock brasileño Os Paralamas do Sucesso, lanzado en 1995 en LP, CD y VHS, y relanzado en 2005 en DVD. Fue grabado los días 17 y 18 de diciembre de 1994 en el Palace, en São Paulo, con la producción de Carlos Savalla y la dirección de Roberto Berliner. 
El show trae muchos rangos del álbum Severino, además de los grandes éxitos de la banda, como "A Novidade","Alagados" y "Trac-Trac", esta última con la participación del músico argentino Fito Páez, autor de su versión original. Su versión en CD incluye un disco extra con cuatro canciones inéditos grabadas en estudio.
La canción "Meu Erro" se mezcla con el instrumental "Soul Sacrifice", del guitarrista latino Carlos Santana. El álbum también cuenta con colaboraciones de Luiz Gonzaga y Alceu Valença. El álbum también trae regrabaciones de las canciones "Voce", éxito de Tim Maia; y "Um a Um", de Jackson del Pandeiro.
A pesar del fracaso de ventas del álbum Severino, considerado muy experimental por la crítica, la banda aún tenía gran éxito de público en Brasil, además de un periodo de gran popularidad en la Argentina. El álbum marcó el retorno de la banda a las paradas de éxito en su país natal a través de las canciones "Una Brasileña" y la polémica "Luís Inácio (300 Picaretas)". El álbum vendió más de 1 millón de copias, siendo el disco más vendido de la historia de la banda. 
Su tour de promoción tuvo 89 shows, pasando por la Argentina, Chile, Colombia, Inglaterra, Japón, Uruguay y Venezuela. El álbum fue elegido el mejor álbum nacional de 1995 por el Jornal do Brasil y venció en las categorías Mejor Grupo Brasileño, Mejor Show y Mejor Música Nacional, con la canción "Una Brasileña".

## Lista de canciones

### LP/CD
| CD 1 (En Vivo) |                                           |                                                                 |          |  |
| N.º            | Título                                    | Escritor(es)                                                    | Duración |  |
| 1.             | «A Novidade»                              | Vianna, Ribeiro, Barone, Gilberto Gil                           | 4:26     |  |
| 2.             | «Dos Margaritas»                          | Vianna. Ribeiro                                                 | 3:02     |  |
| 3.             | «Vamo Bate Lata»                          | Vianna                                                          | 3:09     |  |
| 4.             | «Alagados»                                | Vianna, Ribeiro, Barone                                         | 4:28     |  |
| 5.             | «Caleidoscópio»                           | Vianna                                                          | 3:56     |  |
| 6.             | «Meu Erro/Soul Sacrifice»                 | Vianna, Brown, Rolie, Areas, Carabello, Shrieve, Carlos Santana | 5:27     |  |
| 7.             | «Trac-Trac (Track Track)» (Con Fito Páez) | Vianna, Fito Páez                                               | 4:17     |  |
| 8.             | «O Rio Severino»                          | Vianna                                                          | 4:47     |  |
| 9.             | «Lanterna Dos Afogados»                   | Vianna                                                          | 4:54     |  |
| 10.            | «Um A Um»                                 | Edgar Ferreira                                                  | 3:03     |  |
| 11.            | «Você/Gostava Tanto De Você»              | Edson Trindade, Tim Maia                                        | 2:56     |  |
| 12.            | «O Beco»                                  | Vianna, Ribeiro                                                 | 2:49     |  |
| 13.            | «Romance Ideal»                           | Martim Cardoso                                                  | 4:33     |  |
| 14.            | «Não Me Estrague O Dia/Sol E Chuva»       | Vianna, Ribeiro, Valença                                        | 2:43     |  |

| CD 2 (Estudio) |                               |                         |          |  |
| N.º            | Título                        | Escritor(es)            | Duración |  |
| 1.             | «Uma Brasileira» (Con Djavan) | Vianna, Carlinhos Brown | 3:28     |  |
| 2.             | «Saber Amar»                  | Vianna                  | 3:22     |  |
| 3.             | «Luis Inácio (300 Picaretas)» | Vianna                  | 3:16     |  |
| 4.             | «Esta Tarde»                  | Vianna                  | 3:01     |  |

### VHS/DVD
1. Vamo Batê Lata
2. Alagados
3. A Novidade
4. Navegar Impreciso
5. Perplexo
6. O Río Severino
7. Caleidoscópio
8. Dos Margaritas
9. Trac-Trac (Track Track) (ft. Fito Páez)
10. Lanterna de los Ahogados
11. Uma Brasileira
12. Voce/Gostava Tanto de Voce
13. O Beco
14. Whole Lotta Love
15. Cagaço/Heroína
16. Meu Erro/Soul Sacrifice

## Músicos

### Os Paralamas do Sucesso
- Herbert Vianna: Voz y guitarra eléctrica
- Bi Ribeiro: Bajo
- João Barone: Batería y percusión

### Músicos invitados
- João Fiera: Teclados
- Eduardo Lyra: Percusión
- Monteiro Jr.: Saxofón
- Senô Bezerra: Trombón
- Demétrio Bezerra: Trompeta y fliscorno